# Jelgava (zámek)

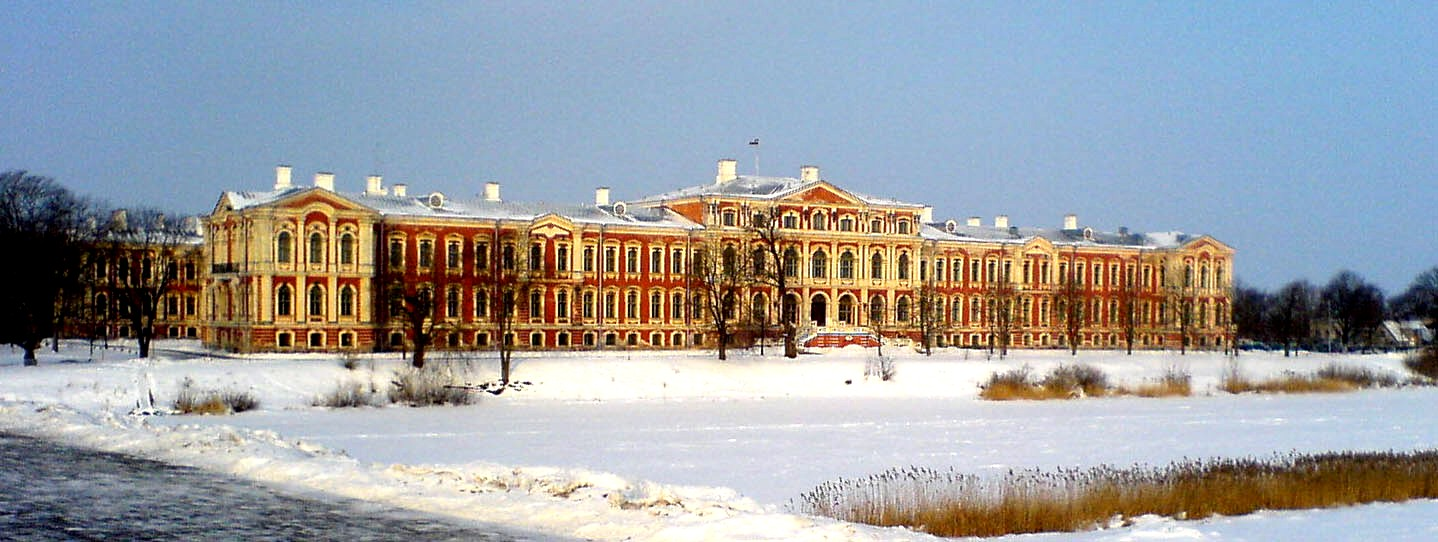
Zámek v Jelgavě

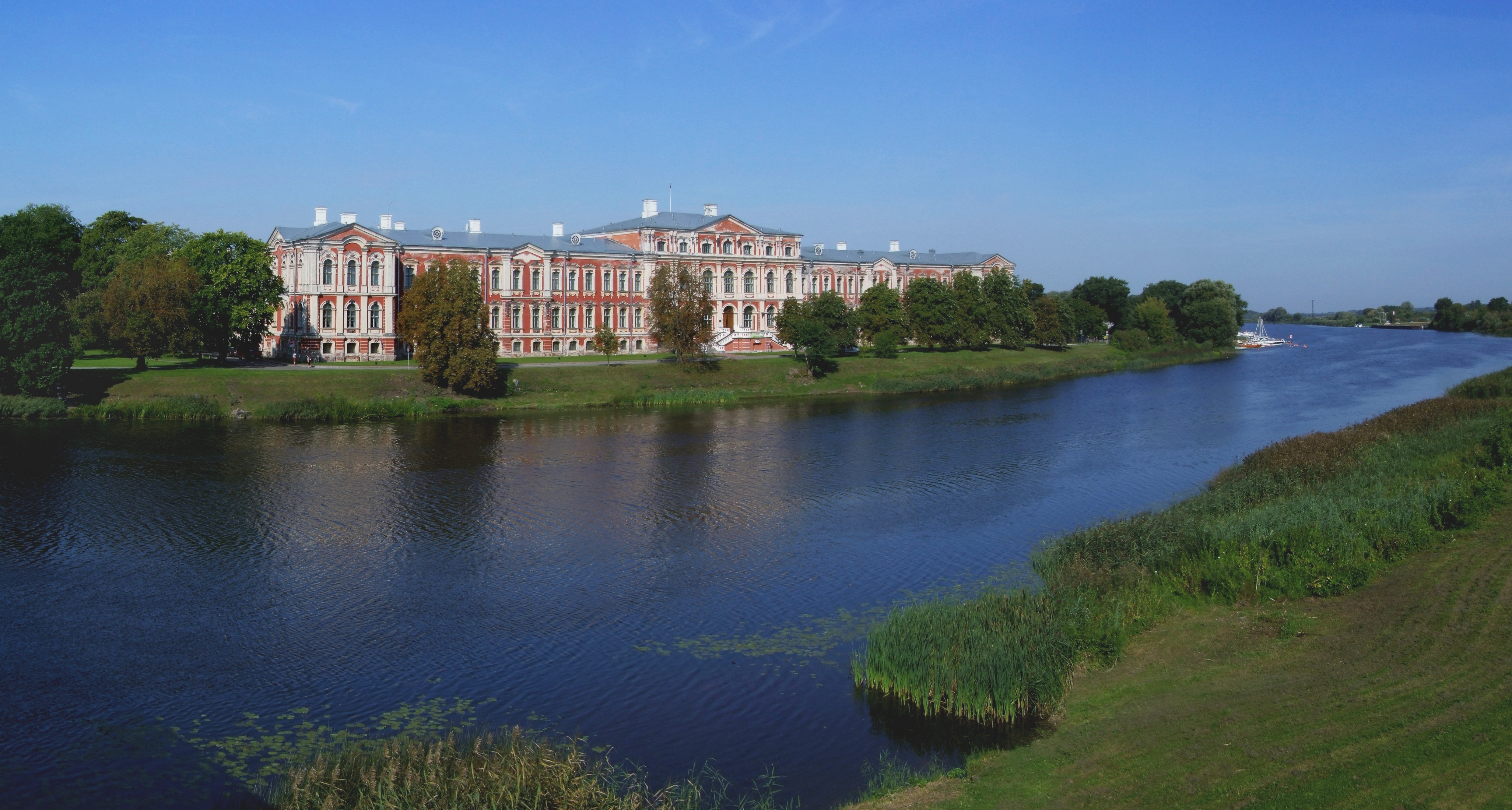
Zámek a řeka Lielupe

Zámek v Jelgavě je jednou z nejcennějších architektonických památek v Lotyšsku. Nachází se v městě Jelgava, v době vzniku zámku oficiálně nazývaném německy Mitau (odtud Mitava, dnešním lotyšským pravopisem Mītava), asi 45 km jižně od Rigy.

## Stavba
Stavba zámku započala v roce 1738 na místě staršího hradu Řádu mečových bratří, na ostrově mezi řekou Lielupe a jejími přítoky. Stavbu inicioval vévoda kuronský a zemgalský Ernst Johann von Biron, favorit ruské carevny Anny Ivanovny, který v roce 1737 nastoupil na kuronský trůn. Jeho plánem bylo vybudovat v sídle vévodství okázalý palác a v roce 1737 nechal vyhodit starý hrad do vzduchu. Současně se zámkem v Mitavě stavěl i palác v Rundāle, stavba mitavské rezidence však měla pro knížete větší význam. Do roku 1740 byly položeny základy barokního zámku, avšak po uvěznění vévody Ernsta Johanna v tomto roce byly práce na stavbě zastaveny, třebaže budova nebyla ještě pod střechou. V roce 1763 se Ernst Johann vrátil do Kuronska a stavba paláce byla obnovena pod vedením Itala Francesca Bartolomea Rastrelliho a Dána Severina Jansena. První z nich chtěl zachovat původní barokní podobu rezidence, druhý ji chtěl přiblížit stylu klasicistnímu. V 70. letech 18. století pracovalo na výzdobě interiérů i fasád paláce mnoho známých mistrů, mj. Johann Michael Graf z Berlína nebo Ital Antonio d'Angeli.

## Historie
V roce 1772 byl palác připraven k přijetí vévodské rodiny, která se tam vzápětí přistěhovala. Ernst Johann však pobytu v zámku užil jen krátce – po půl roce, 29. prosince 1772 zde zemřel.
Do krypty v suterénu zámku byly později soustředěny tři desítky rakví a sarkofágů a nyní je místem posledního odpočinku kuronských vévodů rodu Kettlerů od roku 1569 do roku 1743 i Bironů včetně stavebníka Ernsta Johanna.
Po anexi Kuronska Ruskem v roce 1796 zámek často měnil majitele. V roce 1779 zde pobýval slavný dobrodruh Alessandro Cagliostro. V průběhu let zde nacházeli útočiště francouzští aristokraté, uprchlíci z revoluční Francie.
Od roku 1798 byl zámek dočasným sídlem z Francie vyhnaného francouzského krále Ludvíka XVIII. 10. července 1799 v paláci uzavřeli manželství bratranec a sestřenice krále – Ludvík, vévoda Angoulême a princezna Marie Terezie Bourbonská (nejstarší dcera popraveného francouzského krále Ludvíka XVI. a jeho manželky Marie Antoinetty, jediná z královské rodiny, jež přežila Francouzskou revoluci). V roce 1800 Ludvík XVIII. odjel do Varšavy, v roce 1804 se však do Mitavy vrátil, definitivně odjel v roce 1807. V době napoleonských válek byl v zámku polní lazaret. V roce 1918 utrpělo vnitřní zařízení velké škody, když byl zámek vydrancován a vypálen ustupujícími jednotkami Bermondt-Avalova, podobně i za druhé světové války, v roce 1944. V letech 1956-1964 zde proběhla velkorysá rekonstrukce, která však prakticky nezahrnula interiéry.
V sovětském období sem byla umístěna Lotyšská zemědělská univerzita (LLU), sídlící zde dosud. Zámek proto není veřejnosti přístupný, s výjimkou krypty.

## Zajímavosti
Na zámku se narodila (jako nejstarší dcera Petra Birona, syna stavitele zámku Ernesta Jana Birona) také rakouská šlechtična a politička vévodkyně Kateřina Vilemína Zaháňská, „paní kněžna“ z Babičky Boženy Němcové; tato česká spisovatelka podle názoru některých literárních historiků měla být neteří Kateřiny Zaháňské, a to nemanželskou dcerou její mladší sestry Dorothey.